# Euroligue féminine de basket-ball 2003-2004
Navigation
2002-2003 2004-2005
L’Euroligue 2003-2004 est la 46e édition de l’Euroligue féminine, la huitième sous cette dénomination. Elle met aux prises les seize meilleures équipes de basket-ball du continent européen.
L'US Valenciennes, finaliste de lors de l'édition précédente et pour la quatrième saison consécutive, remporte la compétition pour la deuxième fois de son histoire après avoir battu le club polonais de Lotos VBW Clima Gdynia en finale.
Le club russe d'Iekaterinbourg, tenant du titre, est quant à lui disqualifié au stade des quarts de finale pour usage de joueuses inéligibles.

## Équipes participantes et groupes
| Groupe A UMMC Iekaterinbourg CJM Bourges Aix-en-Provence Sopron UB Barcelone Chieti USK Prague MBK Ružomberok | Groupe B Valenciennes Lotos Gdynia MiZo Pécs BK Brno Ros Casares Valence Volgaburmash Samara Lietuvos Telekomas ASD Basket Parme |

## Déroulement

### 1ertour

#### Groupe A
Classement
| Rang | Equipe                   | Pts | J  | V  | D  | Bp   | Bc   | Diff |
| ---- | ------------------------ | --- | -- | -- | -- | ---- | ---- | ---- |
| 1    | UMMC EKATERINBURG        | 25  | 14 | 11 | 3  | 1062 | 868  |      |
| 2    | BOURGES BASKET           | 25  | 14 | 11 | 3  | 984  | 871  |      |
| 3    | PAYS D'AIX BASKET 13     | 23  | 14 | 9  | 5  | 1029 | 900  |      |
| 4    | EUROLEASING-ORSI SOPRON  | 23  | 14 | 9  | 5  | 1046 | 930  |      |
| 5    | UNIVERSITAT FC BARCELONA | 23  | 14 | 9  | 5  | 1086 | 952  |      |
| 6    | CARICHIETI CUS CHIETI    | 17  | 14 | 3  | 11 | 898  | 1118 |      |
| 7    | USK BLEX PRAGUE          | 17  | 14 | 3  | 11 | 811  | 1018 |      |
| 8    | MBK RUZOMBEROK           | 15  | 14 | 1  | 13 | 908  | 1167 |      |

#### Groupe B
Classement
| Rang | Equipe                     | Pts | J  | V | D  | Bp   | Bc   | Diff |
| ---- | -------------------------- | --- | -- | - | -- | ---- | ---- | ---- |
| 1    | US VALENCIENNES OLYMPIC    | 23  | 14 | 9 | 5  | 1098 | 975  |      |
| 2    | LOTOS VBW CLIMA GDYNIA     | 23  | 14 | 9 | 5  | 1069 | 1019 |      |
| 3    | MIZO-PECSI VSK             | 23  | 14 | 9 | 5  | 982  | 945  |      |
| 4    | GAMBRINUS JME BRNO         | 22  | 14 | 8 | 6  | 976  | 918  |      |
| 5    | ROS CASARES VALENCIA       | 21  | 14 | 7 | 7  | 933  | 923  |      |
| 6    | VBM-SGAU SAMARA            | 20  | 14 | 6 | 8  | 933  | 977  |      |
| 7    | LIETUVOS TELEKOMAS VILNIUS | 19  | 14 | 5 | 9  | 948  | 972  |      |
| 8    | LAVEZZINI PARMA            | 17  | 14 | 3 | 11 | 923  | 1133 |      |

### Phase finale

#### 1/4 de finale
Les 1/4 de finale se déroulent au meilleur des trois matchs, le match d'appui éventuel se déroulant chez l'équipe recevant lors du premier match.
|                                     | aller | retour | match-appui |
| UMMC Iekaterinbourg - BK Brno       | 0-20  | 0-20   |             |
| Bourges Basket - MiZo Pécs -        | 58-62 | 84-85  |             |
| Valenciennes - Euroleasing Sopron   | 80-68 | 65-69  | 62-59       |
| Lotos Gdynia - Pays D'Aix Basket 13 | 79-49 | 64-66  | 80-65       |

### Final Four
|  | Demi-finales             | Demi-finales             |          |    | Finale                   | Finale                   |
|  | Demi-finales             | Demi-finales             |          |    | Finale                   | Finale                   |
|  |                          |                          |          |    |                          |                          |
|  | Ven 16 avr. 18:00 - Pécs | Ven 16 avr. 18:00 - Pécs |          |    | Dim 18 avr. 17:30 - Pécs | Dim 18 avr. 17:30 - Pécs |
|  | Ven 16 avr. 18:00 - Pécs | Ven 16 avr. 18:00 - Pécs |          |    | Dim 18 avr. 17:30 - Pécs | Dim 18 avr. 17:30 - Pécs |
|  | Pécs                     | 53                       |          |    | Dim 18 avr. 17:30 - Pécs | Dim 18 avr. 17:30 - Pécs |
|  | Pécs                     | 53                       |          |    | Dim 18 avr. 17:30 - Pécs | Dim 18 avr. 17:30 - Pécs |
|  | Valenciennes             | 75                       |          |    | Dim 18 avr. 17:30 - Pécs | Dim 18 avr. 17:30 - Pécs |
|  | Valenciennes             | 75                       | Gdynia   | 69 |                          |                          |
|  | Ven 16 avr. 20:30 - Pécs |                          | Gdynia   | 69 |                          |                          |
|  |                          | Valenciennes             | 93       |    |                          |                          |
|  | Brno                     | Valenciennes             | 93       | 52 |                          |                          |
|  | Brno                     |                          |          | 52 |                          |                          |
|  | Gdynia                   | 57                       |          |    |                          |                          |
|  | Gdynia                   | 57                       | 3e place |    |                          |                          |
|  |                          |                          |          |    |                          |                          |
|  | Dim 18 avr. 15:00 - Pécs |                          |          |    |                          |                          |
|  |                          |                          |          |    |                          |                          |
|  | Brno                     | 65                       |          |    |                          |                          |
|  | Brno                     | 65                       |          |    |                          |                          |
|  | Pécs                     | 69                       |          |    |                          |                          |
|  | Pécs                     | 69                       |          |    |                          |                          |

### Meilleur cinq du Final Four
- Meneuse :  Dalma Iványi
- Arrière :  Audrey Sauret
- Ailière :  Allison Feaster
- Intérieure :  Natalia Vodopyanova
- Pivot :  Ann Wauters (MVP)

## Statistiques
- Meilleure marqueuse : Gordana Grubin , 20.5 points
- Meilleure rebondeuse : Maria Stepanova, 12.2 rebonds
- Meilleure passeuse : Kristi Harrower, 5.9 passes